# Quận Madison, North Carolina
Quận Madison là một quận nằm ở tiểu bang Bắc Carolina.  Quận này thuộc vùng đô thị Asheville, Bắc Carolina.  Tại thời điểm năm 2000, quận có dân số 19.635 người. Quận lỵ đóng ở Marshall6.

## Lịch sử
Quận được lập ngày năm 1851 từ các khu vực của quận Buncombe và quận Yancey.  Quận đã được đặt tên theo James Madison, tổng thống Hoa Kỳ thứ 4 (1809-1817).

## Địa lý
Theo Cục điều tra dân số Hoa Kỳ, quận có tổng diện tích 452 square miles (1.170 km²), trong đó, 449 dặm Anh vuông (1.164 km²) là diện tích đất và 2 dặm Anh vuông (6 km²) trong tổng diện tích (0,48%) là diện tích mặt nước.

### Các thị trấn
Quận được chia thành 17 xã, được đánh số và đặt tên như sau: 1 (North Marshall and South Marshall), 2 (Laurel), 3 (Mars Hill), 4 (Beech Glenn), 5 (Walnut), 6 (Hot Springs), 7 (Ebbs Chapel), 8 (Spring Creek), 9 (Sandy Mush), 10 (Grapevine), và 11 (Revere Rice Cove).  Formerly Có sixteen: 1 (Marshall), 2 (Shelton Laurel), 3 (Bull Creek), 4 (Middle Fork of Ivy), 5 (West Fork of Ivy), 6 (Sandy Mush), 7 (Little Pine Creek), 8 (Spring Creek), 9 (Hot Springs), 10 (Big Laurel), 11 (Upper Laurel), 12 (Big Pine Creek), 13 (Meadow Fork of Spring Creek), 14 (Grapevine), 15 (Mars Hill), và 16 (Foster Creek).

### Các quận giáp ranh
- Quận Greene, Tennessee - Bắc
- Quận Unicoi, Tennessee - Đông bắc
- Quận Yancey, Bắc Carolina - Đông
- Quận Buncombe, Bắc Carolina - Nam
- Quận Haywood, Bắc Carolina - Tây nam
- Quận Cocke, Tennessee - Tây bắc

### Các khu bảo tồn quốc gia
- Rừng quốc gia Pisgah (một phần)

## Thông tin nhân khẩu
Theo cuộc điều tra dân số2 tiến hành năm 2000, quận này có dân số 19.635 người, 8.000 hộ, và 5.592 gia đình sinh sống trong quận này. Mật độ dân số là 44 người trên mỗi dặm Anh vuông (17/km²). Đã có 9,722 đơn vị nhà ở với một mật độ bình quân là 22 trên mỗi dặm Anh vuông (8/km²).  Cơ cấu chủng tộc của dân cư sinh sống tại quận này gồm 97,63% người da trắng, 0,83% người da đen hoặc người Mỹ gốc Phi, 0,27% người thổ dân châu Mỹ, 0,23% người gốc châu Á, 0,01% người các đảo Thái Bình Dương, 0,45% từ các chủng tộc khác, và 0,59% từ hai hay nhiều chủng tộc.  1,35% dân số là người Hispanic hoặc người Latin thuộc bất cứ chủng tộc nào.
Có 8,000 hộ trong đó có 28,40% có con cái dưới tuổi 18 sống chung với họ, 57,50% là những cặp kết hôn sinh sống với nhau, 8,90% có một chủ hộ là nữ không có chồng sống cùng, và 30,10% là không gia đình. 26,30% trong tất cả các hộ gồm các cá nhân và 11,80% có người sinh sống một mình và có độ tuổi 65 tuổi hay già hơn.  Quy mô trung bình của hộ là 2,34 còn quy mô trung bình của gia đình là 2,81,
Phân bố độ tuổi của cư dân sinh sống trong huyện là 21,20% dưới độ tuổi 18, 10,30% từ 18 đến 24, 26,50% từ 25 đến 44, 26,00% từ 45 đến 64, và 15,90% người có độ tuổi 65 tuổi hay già hơn.  Độ tuổi trung bình là 39 tuổi. Cứ mỗi 100 nữ giới thì có 97,30 nam giới. Cứ mỗi 100 nữ giới có độ tuổi 18 và lớn hơn thì, có 93,30 nam giới.
Thu nhập bình quân của một hộ ở quận này là $30.985, và thu nhập bình quân của một gia đình ở quận này là $37.383, Nam giới có thu nhập bình quân $27.950 so với mức thu nhập $22.678 đối với nữ giới. Thu nhập bình quân đầu người của quận là $16.076, Khoảng 10,90% gia đình và 15,40% dân số sống dưới ngưỡng nghèo, bao gồm 17,60% những người có độ tuổi 18 và 19,20% là những người 65 tuổi hoặc già hơn.

## Thành phố và thị trấn
- Hot Springs
- Mars Hill
- Marshall